# Стюарт, Джеймс, 1-й герцог Ричмонд
Джеймс Стюарт (6 апреля 1612 — 30 марта 1655) — крупный шотландский и английский аристократ, 4-й герцог Леннокс, 4-й граф Леннокс и 2-й граф Марч, 2-й барон Стюарт из Лейтон Бромсволт (1624—1655) и 1-й герцог Ричмонд (1641—1655), лорд-верховный адмирал Англии (1626), 3-й барон Клифтон (1637—1655), лорд-смотритель Пяти портов (1641—1642), лорд-лейтенант графства Гемпшир (1635—1646).

## Биография
Старший сын Эсме Стюарта, 1-го графа Марча и 3-го герцога Леннокса, и Кэтрин Клифтон, 2-й баронессы Клифтон.
30 июня 1624 года после смерти своего отца Эсме Стюарта Джеймс Стюарт унаследовал титулы герцога Леннокса, графа Леннокса и Марча. В 1633 году стал кавалером ордена Подвязки. В мае этого же года стал членом тайного совета Шотландии, а в июне тайного совета в Англии. В 1635—1646 годах занимал должность лорда-лейтенанта графства Гемпшир.
В 1637 году после смерти своей матери Кэтрин Клифтон, баронессы Клифтон, Джеймс Стюарт унаследовал титул барона Клифтона.
Двоюродный брат короля Англии и Шотландии Карла I Стюарта. Один из видных роялистов во время Гражданской войны в Англии.
В 1641—1642 годах занимал должность лорда-хранителя пяти портов. 8 августа 1641 года Джеймс Стюарт получил титул герцога Ричмонда и стал пэром Англии. В 1643 году провёл пять месяцев в изгнании, затем вернулся в Англию, где принял участие на стороне роялистов в боях с парламентской армией под Оксфордом.
Скончался в возрасте 42 лет 30 марта 1655 года, был похоронен в Вестминстерском аббатстве.

## Семья и дети
3 августа 1637 года женился на Мэри Вильерс (1622—1685), дочери Джорджа Вильерса (1592—1628), 1-го герцога Бекингема, и Кэтрин Мэннерс (? — 1649), 19-й баронессы де Рос. Их дети:
- Эсме Стюарт (1649—1660), 2-й герцог Ричмонд и 5-й герцог Леннокс (1655—1660)
- Мэри Стюарт (1651—1668), жена Ричарда Батлера (1639—1685/1686), 1-го графа Аррана